# 吉道公一朗
吉道 公一朗（よしみち こういちろう、1976年4月17日 - ）は、大阪府貝塚市出身のサッカー指導者（フィジカルコーチ）。

## 来歴
Jリーグ・ガンバ大阪と業務提携を結ぶ平成医療学園専門学校柔道整復師科の卒業生。2005年、大阪市内の治療院でマッサージ師として働く傍ら、ガンバ大阪のユースチームのトレーナー、マッサーとして活躍。2006年には上野山信行が監督を務めるU-15 Jリーグ選抜チームのマッサーとして、第9回ブラジル‐日本友好カップに参加するチームに帯同した。
2008年はトップチームのトレーナーに就任。2009年からはガンバ大阪のフィジカルトレーナーを務める。2012年、成績不振による人事異動によりフィジカルコーチに昇格。
2018年より長谷川健太監督と共にFC東京へ、フィジカルコーチに就任した。
2022年にガンバ大阪へアカデミーコンディショニングコーチとして復帰した。
2023年より、ガンバ大阪のトップチームフィジカルコーチに就任。

## 指導歴
- 2004年 - 2017年 ガンバ大阪
  - 2004年 - 2007年 ユース トレーナー
  - 2008年 トップチーム トレーナー
  - 2009年 - 2012年3月 トップチーム フィジカルトレーナー
  - 2012年3月 - 2017年 トップチーム フィジカルコーチ
- 2018年 - 2021年 FC東京 フィジカルコーチ
- 2022年 - ガンバ大阪
  - 2022年 アカデミーコンディショニングコーチ
  - 2023年 - トップチーム フィジカルコーチ